# Месерет Хайлу
Месерет Хайлу — эфиопская бегунья на длинные дистанции. Чемпионка мира по полумарафону 2012 года в личном первенстве и командном зачёте. Победительница Амстердамского марафона 2012 года с личным рекордом и рекордом трассы — 2:21.09. Заняла 3-е место на Белградском марафоне 2011 года с результатом 2:35,14.
Личный рекорд в полумарафоне — 1:08.55.